# Heian-Palast

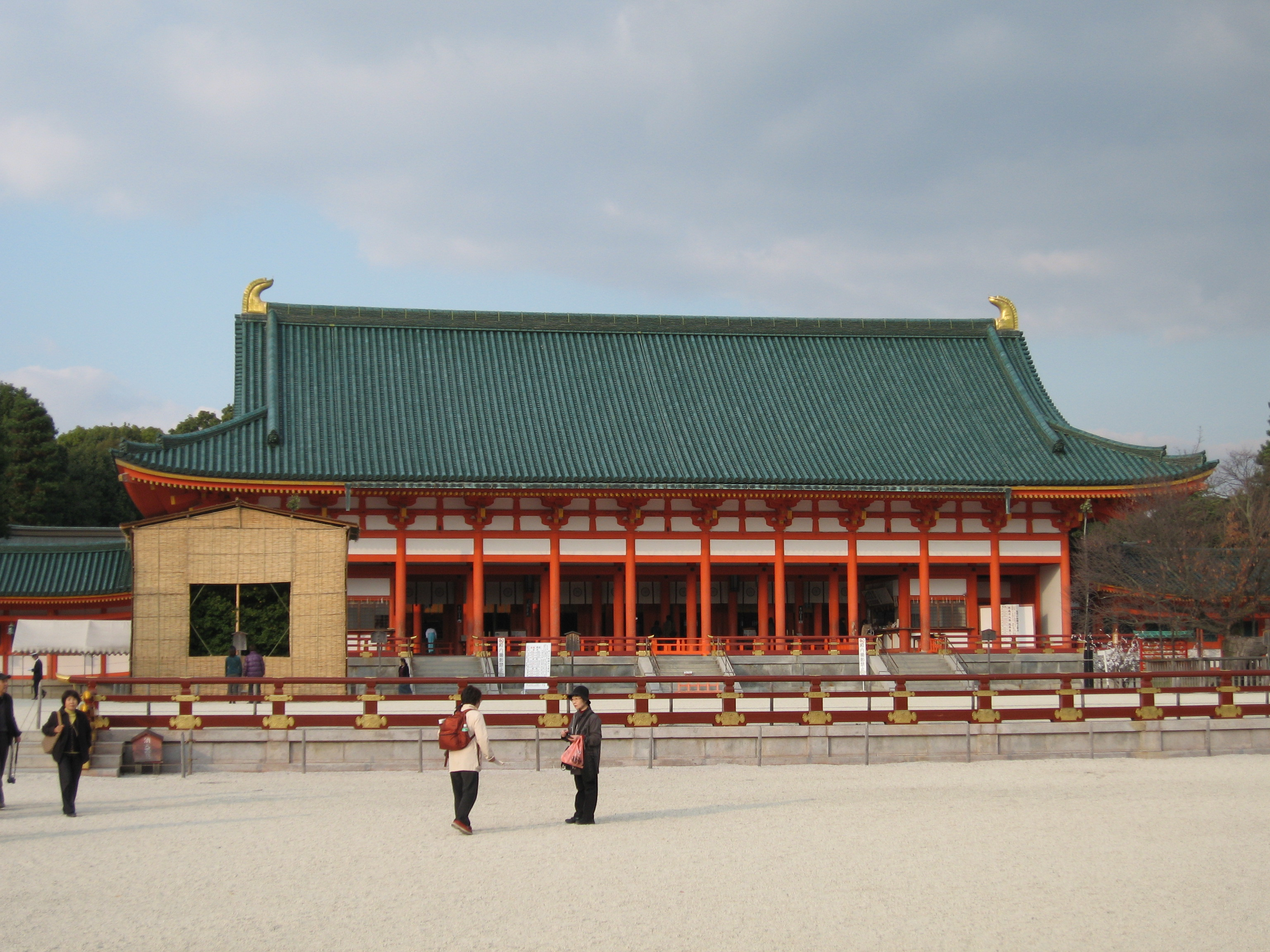
Rekonstruktion der Großen Audienzhalle des Heian-Palasts im Heian-jingū in Kyōto

Der Heian-Palast (jap. 平安宮, Heian-kyū), auch Daidairi (大内裏), war zwischen 794 und 1227 der kaiserliche Palast von Heian-kyō (heute: Kyōto), der damaligen Hauptstadt Japans. Der Palast diente während eines Großteils der Heian-Zeit (794–1185) als kaiserliche Residenz und Verwaltungszentrum von Japan. Entsprechend chinesischen Vorbildern befand es sich in der nördlichen Mitte der Hauptstadt.
Der Palast bestand aus einer großen rechteckigen Ummauerung mit verschiedenen Zeremonial- und Verwaltungsgebäuden, einschließlich der Regierungsministerien. Darin befand sich die separate Ummauerung des Wohnbereichs des Kaisers bzw. der innere Palast Dairi. Neben den Gemächern des Kaisers beherbergte der Dairi die Residenzen der kaiserlichen Gemahlinnen und bestimmte Amts- und Zeremonialgebäude, die eng mit der Person des Kaisers verknüpft waren.
Die ursprüngliche Rolle des Palastes war die Manifestation des im 7. Jahrhundert aus China übernommenen Modells einer zentralisierten Regierung – der Daijō-kan und seiner nachgeordneten acht Ministerien. Der Palast sollte ein angemessener Ort für den Sitz des Kaisers sein sowie der Regelung von wichtigen Staatsangelegenheiten und der begleitenden Zeremonien. Während die Funktion als Kaisersitz bis in das 12. Jahrhundert fortbestand, wurden die Gebäude zur Regelung der Staatsangelegenheiten im 9. Jahrhundert nicht mehr benutzt. Dies lag einerseits begründet in der Abschaffung verschiedener gesetzlich vorgeschriebener Zeremonien und Abläufe sowie der Verlagerung der verbleibenden Zeremonien in den kleineren Rahmen des inneren Palasts.
Von Mitte der Heian-Zeit an erlitt der Palast mehrere Feuersbrünste und andere Katastrophen. Während des Wiederaufbaus mussten der Kaiser und einige Ämter außerhalb des Palastes residieren. Dies und der Machtverlust des Hofes allgemein führten zu einer weiteren Schwächung des Palastes als Verwaltungszentrum. Als der Palast 1227 erneut abbrannte, wurde er daher nicht wieder aufgebaut. Das Gelände wurde überbaut, so dass kaum noch Spuren überblieben. Wissen über den Palast stammt daher von zeitgenössischen literarischen Quellen, Schaubildern, Gemälden und eingeschränkten Ausgrabungen, die hauptsächlich seit den späten 1970ern durchgeführt werden.

## Lage

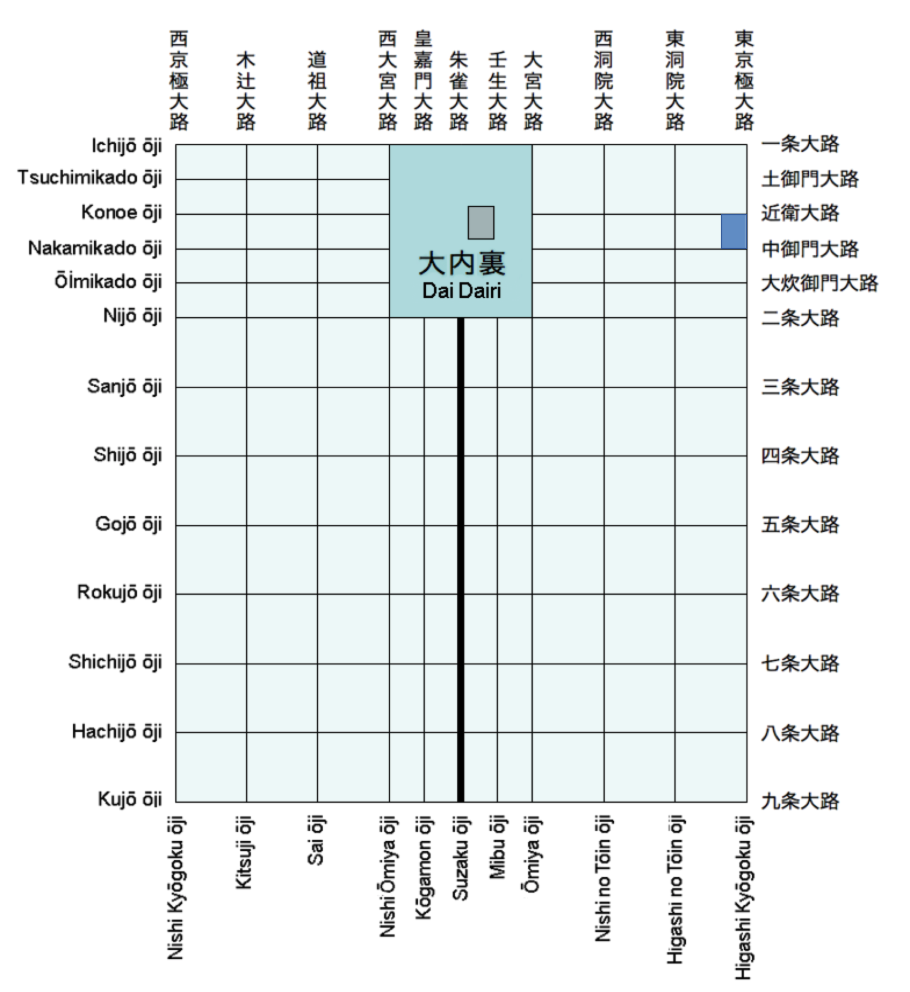
Schema von Heian-kyō mit dem Daidairi und dem Tsuchimikado-dono, die sich zum späteren Kyōto Gosho entwickelte.

Der Palast befand sich in der nördlichen Mitte des rechteckigen Heian-kyō, das sich wie die beiden vorigen Hauptstädte Heijō-kyō und Nagaoka-kyō am chinesischen Vorbild der Tang-Hauptstadt Chang’an orientierte.
Die südöstliche Ecke des Daidairi befand sich in der Mitte der heutigen Burg Nijō.
Der Haupteingang zum Palast war das Suzaku-mon (35° 0′ 49″ N, 135° 44′ 32″ O) als nördliches Ende der zentralen Suzaku-ōji (朱雀大路), an deren südlichem Ende sich das Rajō-mon befand. Der Palast blickte daher nach Süden und thronte über das symmetrisch ausgelegte Heian-kyō. Zusätzlich zum Suzaku-mon, befanden sich 13 weitere Tore symmetrisch entlang der Mauern. Hauptstraßen (大路, ōji) führten zu jedem der Tore, mit Ausnahme der drei am nördlichen Ende des Palasts, das auch das nördliche Ende der Stadt bildete.

## Aufbau

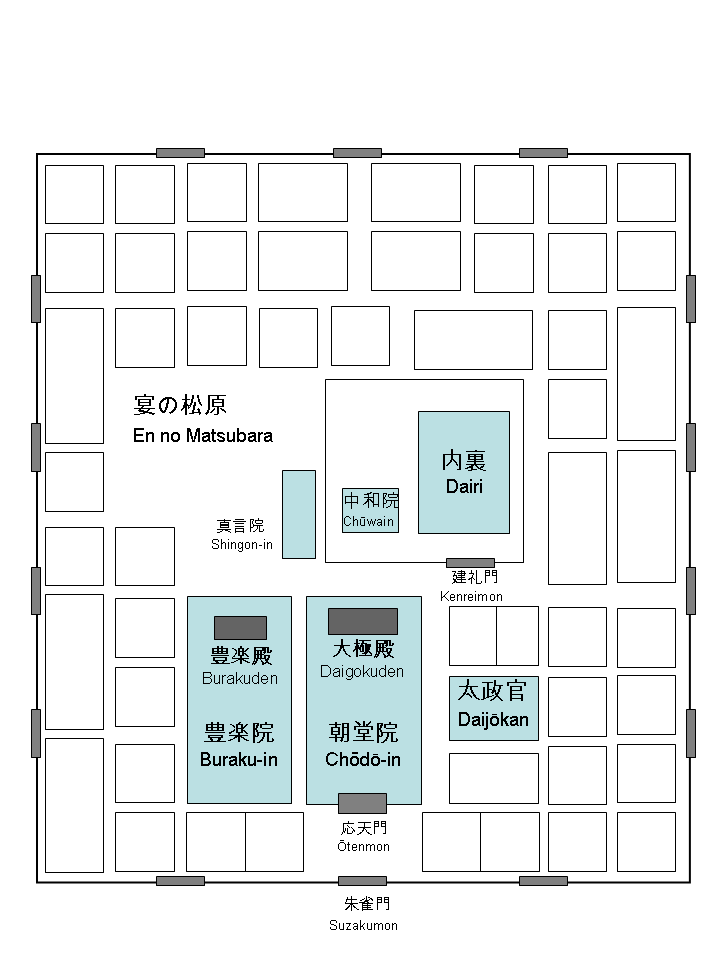
Schema des Daidairi

Der Daidairi bzw. äußere Palast war ein eingemauertes rechteckiges Gebiet von etwa 1,4 km in Nord-Süd-Richtung zwischen der Ersten und Zweiten Ost-West-Hauptstraße (一条大路, ichijō ōji und 二条大路, nijō ōji) und 1,2 km in Ost-West-Richtung zwischen Nishi-Ōmiya-ōji (西大宮大路) und Ōmiya-ōji (大宮大路).
Die drei Hauptgebäudekomplexe im Daidairi waren:
- das Chōdō-in (朝堂院),
- das Buraku-in (豊楽院) und
- der Dairi (内裏).

### Chōdō-in

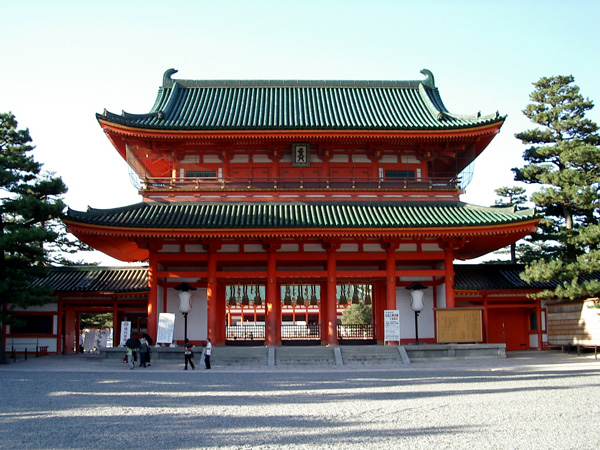
Nachgebautes Ōten-mon im Heian-jingū

Das Chōdō-in war eine rechteckige Ummauerung direkt nördlich des Suzaku-mon. Es basierte auf chinesischen Vorbildern und Architekturstilen. Archäologische Beweise zeigen, dass dieser Gebäudekomplex auch in früheren Palästen vorhanden war und seit dem 7. Jahrhundert kaum verändert wurde. Den Eingang zum Chōdō-in bildete das Ōten-mon.
Das Hauptgebäude im Chōdō-in war die Daigoku-den (大極殿) – die Große Audienzhalle –, nach Süden blickend am nördlichen Ende des Komplexes. Diese war ein ungefähr 52 m von Ost nach West und 20 m von Nord nach Süd großes Gebäude im chinesischen Stil mit weißen Wänden, zinnoberroten Säulen und grünen Ziegeldächern. In diesem sollten die wichtigsten Staatszeremonien und -funktionen stattfinden. Der heutige Heian-jingū in Kyōto enthält eine vermutlich getreue Rekonstruktion des Daigoku-den in reduziertem Maßstab.
Am südlichen Ende des Chōdō-in befanden sich die 12 Hallen, in denen bei Zeremonien der Beamtenapparat in strikter Hierarchie platziert wurde.
Im Chōdō-in fanden die Thronbesteigungen statt, der Kaiser saß dort den allmorgendlichen Beratungen des Beamtenapparats über wichtige Staatsangelegenheiten vor, empfing die monatlichen Berichte der Beamten, hielt die Neujahrsgrüße ab und empfing ausländische Botschafter. Jedoch wurde 810 die Praxis der morgendlichen Beratungen eingestellt, wie auch die Monatsberichte. Ausländische Botschafter wurden während des Großteils der Heian-Zeit nicht empfangen und auch die Neujahrsgrüße wurden Ende des 10. Jahrhunderts abgekürzt und in den Dairi verlegt, so dass nur noch die Thronbesteigungen und bestimmte buddhistische Zeremonien im Chōdō-in veranstaltet wurden.

### Buraku-in
Das Buraku-in war ein weiteres rechteckiges, chinesisches Gebäude westlich des Chōdō-in. In diesem wurden offizielle Feierlichkeiten und Bankette abgehalten, aber auch andere Formen der Unterhaltung wie Bogenschießwettbewerbe. Wie das Chōdō-in besaß auch das Buraku-in eine Halle am mittleren, nördlichen Ende des Geländes zur Überwachung des Hofes. Diese Halle, die Buraku-den (豊楽殿), wurde vom Kaiser und Höflingen verwendet, um die Aktivitäten im Buraku-in zu beaufsichtigen. Ebenfalls wie das Chōdō-in geriet das Buraku-in mit der Verlagerung vieler Funktionen zum Dairi außer Gebrauch. Das Gelände ist eines der wenigen innerhalb des Palastbereichs, das ausgegraben wurde.

### En no Matsubara, Daijō-kan und Shingon-in
Neben dem Dairi wurde das restliche Gelände des Daidairi von den verschiedenen Ministerien, Ämtern, Werkstätten, Lagerhäusern und einer großen Freifläche östlich des Dairi, dem En no Matsubara (宴の松原, dt. „Kiefernhain der Bankette“), eingenommen.
Die Gebäude des Daijō-kan (太政官) befanden sich in einer Ummauerung, direkt östlich des Chōdō-in, waren symmetrisch angeordnet mit einer Öffnung Richtung Süden.
Im Palast befand sich außerdem das Shingon-in (真言院), das neben dem Tō-ji und dem Sai-ji die einzige erlaubte buddhistische Einrichtung in der Hauptstadt war. Dessen Platzierung rechts neben dem Dairi zeigt den Einfluss der Shingon-shū während der frühen Heian-Zeit.

### Dairi

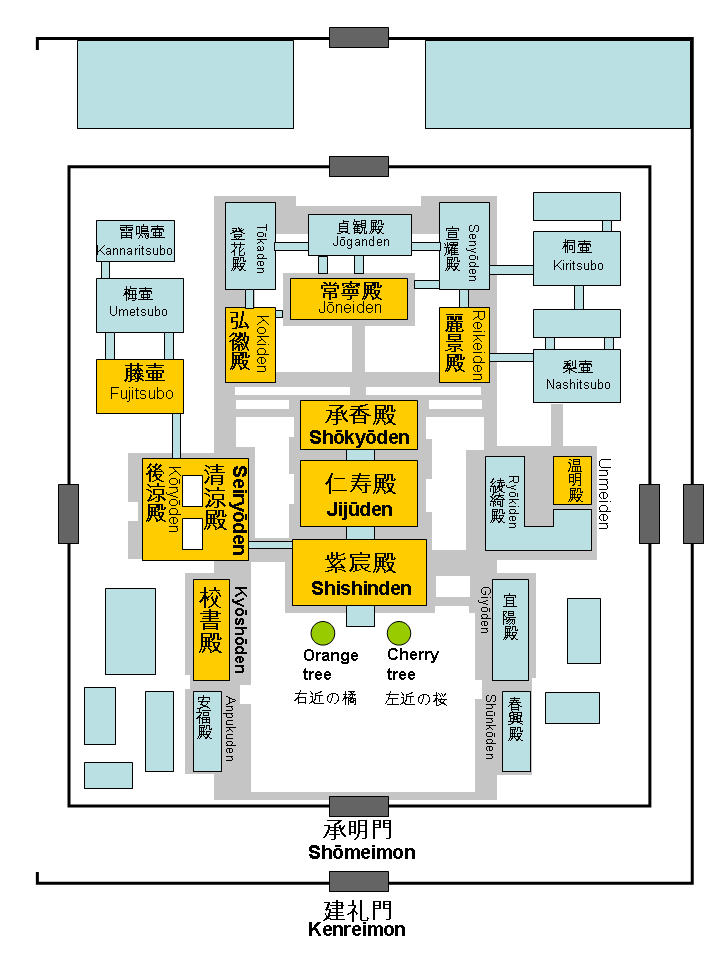
Schema des Dairi

Der Dairi bzw. innere Palast lag nordöstlich des Chōdō-in, etwas östlich der zentralen Nord-Süd-Achse des Daidairi. Das Hauptmerkmal war der Thronsaal. Der Dairi enthielt den Kōkyū: die Gemächer des Kaisers und die Pavillons der kaiserlichen Gemahlinnen und Kammerfrauen. Der Dairi war von zwei Mauerreihen umfasst. Zusätzlich zum Dairi selber umschlossen die äußeren Mauern einige Büros , Lager und das Chūwa-in (中和院), ein ummauertes Gelände von zur religiösen Funktion des Kaisers gehörigen Shintō-Gebäuden, im Westen des Dairi und im geographischen Zentrum des Daidairi. Das Haupttor der äußeren Ummauerung, das Kenrei-mon (建礼門), befand sich an der südlichen Mauer entlang der mittleren Nord-Süd-Achse des Dairi.
Der eigentliche Dairi – der Wohnbereich des Kaisers – befand sich in einer weiteren Mauerreihe östlich des Chūwa-in. Dieser maß etwa 215 m in Nord-Süd- und 170 m in Ost-West-Richtung. Das Haupttor war das Shōmei-mon (承明門) in der Mitte der inneren südlichen Mauer und direkt nördlich des Kenrei-mon. Im Gegensatz zur ausgeschmückten Architektur der Amtsgebäude des Chōdō-in und Buraku-in im chinesischen Stil, war der Dairi im häuslicheren japanischen Stil errichtet, wenn auch im großen Maßstab. Der Dairi stellte eine Variante des zu dieser Zeit bei Gebäuden des Adels verwendeten Shinden-Stils dar. Die nicht angestrichenen Gebäude mit geschindelten Giebeldächern aus Zypressenholz waren auf erhöhten Holzplattformen errichtet und durch leicht erhöhte Passagen miteinander verbunden. Zwischen den Gebäuden befanden sich Kieselhöfe und kleine Gärten.

#### Shishin-den
Das größte Gebäude im Dairi war der für Amtsfunktionen reservierte Shishin-den (紫宸殿) bzw. Thronsaal. Dieser war eine rechteckige Halle, die etwa 30 m in Ost-West- und 25 m in Nord-Süd-Richtung maß. Er befand sich entlang der zentralen Nord-Süd-Achse des Dairi und überblickte den rechteckigen Hof in Richtung des Shōmei-mon. Je ein Orangen- (tachibana) und ein Kirschbaum (sakura) standen symmetrisch entlang beider Seiten der Vordertreppe. Der Hof war zu beiden Seiten von kleineren mit dem Shishin-den verbundenen Hallen flankiert; eine von chinesischen Beispielen beeinflusste Gebäudeanordnung, die sich auch bei den Adelsvillen im Shinden-Stil dieser Zeit wiederfand.
Der Shishin-den wurde für Amtsfunktionen und Zeremonien benutzt, die nicht im Daigoku-den des Chōdō-in abgehalten wurden. Es übernahm viele der geplanten Funktionen des größeren und formelleren Gebäudes von früh an, da zu Anfang des 9. Jahrhunderts die Tagesgeschäfte der Regierung nicht mehr in Anwesenheit des Kaisers im Daigoku-den durchgeführt wurden. Verbunden mit diesem verblassenden Verlass auf die amtlichen Regierungsabläufe, wie sie im Ritsuryō-Kodex beschrieben sind, war die Einrichtung eines persönlichen Sekretariats für den Kaiser: das Kurōdodokoro (蔵人所). Dieses Amt übernahm immer mehr die Rolle, die Regierungsorgane zu koordinieren, und befand sich im Kyōshō-den (校書殿), einer Halle südwestliches des Shishin-den.

#### Jijū-den, Shōkyō-den und Seiryō-den
Nördlich des Shishin-den stand die Jijū-den (仁寿殿). Dies war eine ähnlich konstruierte etwas kleinere Halle, die als Wohnbereich des Kaisers fungieren sollte. Mit Anfang des 9. Jahrhunderts jedoch residierten die Kaiser oft in anderen Gebäuden des Dairi. Eine dritte noch kleinere Halle, die Shōkyō-den (承香殿), befand sich nördlich der Jijū-den entlang der Hauptachse des Dairi. Nachdem der Dairi 960 nach einem Feuer wiedererrichtet wurde, zog der reguläre Wohnbereich des Kaisers in die kleinere Seiryō-den (清涼殿), ein nach Osten blickendes Gebäude, direkt nordwestlich des Shishin-den. Im Laufe der Zeit wurde die Seiryō-den immer mehr für Sitzungen benutzt und die Kaiser verbrachten viel ihrer Zeit in diesem Teil des Palasts. Der geschäftigste Teil dieses Gebäudes war die Tenjō no Ma (殿上間), wo sich hochrangige Adlige in der Gegenwart des Kaisers trafen.

#### Koki-den, Jōnei-den und Reikei-den
Die Kaiserin, sowie die offiziellen und inoffiziellen Kaisergemahlinnen, wohnten in Gebäuden im Norden des Dairi. Die prestigeträchtigsten Gebäude für die Kaiserin und die offiziellen Kaisergemahlinnen befanden sich an passenden Orten nach den ursprünglich chinesischen Architekturprinzipien – die Koki-den (弘徽殿), die Reikei-den (麗景殿) und die Jōnei-den (常寧殿) – oder befanden sich in Nähe der Residenz des Kaisers in der Seiryō-den – die Kōryō-den (後涼殿) und die Fujitsubo (藤壷).
Die niedrigeren Kaisergemahlinnen und Kammerfrauen belegten sonstige Gebäude in der nördlichen Hälfte des Dairi.

#### Unmei-den
Die kaiserliche Replik des heiligen Spiegels Yata no Kagami als eines der Throninsignien Japans befand sich in der Unmei-den (温明殿) des Dairi.

#### Heutiger Kyōto Gosho
Der heutige Kyōto Gosho befindet sich auf dem, was früher die nordöstliche Ecke von Heian-kyō war, und ahmt große Teile des Heian-zeitlichen Dairi nach, insbesondere die Shishin-den und die Seiryō-den.

## Geschichte
Der Palast war die erste und wichtigste Struktur die in der neuen Hauptstadt Heian-kyō errichtet wurde, als der Hof 794 auf Geheiß Kaiser Kammus dorthin verlegt wurde. Der Palast war zur Zeit des Umzugs noch nicht vollständig fertig gestellt. Der Daigoku-den wurde jedoch bereits 795 vollendet und das Regierungsamt, das dessen Errichtung beaufsichtigte, wurde 805 aufgelöst.
Die großen Komplexe im chinesischen Stil des Chōdō-in und Buraku-in wurden ziemlich früh nicht mehr benutzt, parallel zum Niedergang der chinesisch-inspirierten Ritsuryō-Regierungsabläufe und -Bürokratie, die Stück für Stück entweder abgeschafft wurden oder nur noch symbolische Funktion hatten. Das Machtzentrum des Palastkomplexes verlagerte sich in den Dairi, und die Shishin-den bzw. später die Seiryō-den ersetzten den Daigoku-den als Ort zur Durchführung der amtlichen Regierungsgeschäfte.
Parallel zur Konzentration der Macht in den Dairi wurde der Außenbereich des Daidairi immer mehr als unsicher betrachtet, besonders zur Nacht. Ein Grund dafür mag der vorherrschende Aberglaube dieser Epoche zu sein in der unbewohnte Gebäude aus Angst vor Geistern gemieden wurden und selbst der große Buraku-in-Komplex wurde als verflucht angesehen. Dazu kam, dass das Sicherheitsniveau des Palasts absank, so dass im frühen 11. Jahrhundert mit dem Yōmei-mon anscheinend nur noch ein Palasttor bewacht wurde. Dadurch wurden in der ersten Hälfte des 11. Jahrhunderts Einbrüche und selbst Gewaltverbrechen innerhalb des Palasts zum Problem.
Feuer waren ein ständiges Problem, da der Palastkomplex fast vollständig aus Holz errichtet wurde. Der Daigoku-den wurde trotz seiner eingeschränkten Nutzung nach Feuern 876, 1068 und 1156 wieder aufgebaut. Nach dem Großbrand von 1177, bei dem ein Großteil des Daidairi abbrannte, wurde der Daigoku-den jedoch nie wieder errichtet.
Ab 960 wurde der Dairi ebenfalls wiederholt durch Feuer zerstört, aber bis zum späten 12. Jahrhundert systematisch immer wieder neu errichtet und als offizielle Residenz des Kaisers genutzt. Während dieser Periode der Neuerrichtungen des Dairi mussten die Kaiser häufig auf Zweitpaläste Sato-Dairi (里内裏) innerhalb der Stadt ausweichen. Oft wurden diese Zweitpaläste von der mächtigen Fujiwara-Familie bereitgestellt, die besonders in der späten Heian-Zeit faktisch die Politik kontrollierte, indem sie die Gemahlinnen der Kaiser stellte. Deswegen eigneten sich die Residenzen der kaiserlichen Großeltern mütterlicherseits vor dem Ende der Heian-Zeit die Wohnrolle des eigentlichen Palasts an. Die Institution der Herrschaft der abgedankten Kaiser – das Insei-System (院政) – von 1086 an trug ihres zum Niedergang des Palasts als Machtzentrum bei, da die abgedankten Kaiser aus ihren eigenen Palästen inner- und außerhalb der Stadt ihre Macht ausübten.
Ab dem Feuer von 1177 wurde der ursprüngliche Palastkomplex aufgegeben und die Kaiser residierten in kleineren Palästen – die früheren Sato-Dairi – innerhalb der Stadt und in Villen außerhalb dieser. 1227 zerstörte ein weiteres Feuer was vom Dairi übrigblieb und der Daidairi wurde vollständig aufgegeben. 1334 erließ Kaiser Go-Daigo ein Dekret den Daidairi wiederzuerrichten, es waren aber keine Ressourcen verfügbar und das Projekt verlief im Sande. Der heutige Kyōto Gosho liegt direkt westlich des Tsuchimikado-dono (土御門殿), der großen Fujiwara-Residenz in der nordöstlichen Ecke der Stadt.

## Historische Quellen
Während der Palast selbst vollständig zerstört wurde, wurde eine bedeutsame Menge an Informationen über diesen aus zeitgenössischen und fast zeitgenössischen Quellen entnommen. Der Palast diente als Hintergrund für viele fiktive und nicht-fiktive Heian-zeitliche literarische Texte. Diese geben wichtige Informationen über den Palast, dort abgehaltene höfische Zeremonien und Abläufe, sowie alltägliche Aufgaben der dort lebenden oder arbeitenden Höflinge. Beispiele dafür sind das Genji Monogatari von Murasaki Shikibu, das Kopfkissenbuch von Sei Shōnagon und die Chronik Eiga Monogatari. Zusätzlich zeigen bestimmte Emakimono (manchmal fiktive) Szenen, die im Palast spielen, wie die Genji Monogatari Emaki von um 1130. Schließlich gibt es teilweise beschädigte zeitgenössische Karten des Palasts aus dem 10. und 12. Jahrhundert, die den Aufbau und die Funktion der Gebäude im Dairi zeigen.
Hauptsächlich seit den späten 1970ern fanden auch archäologische Ausgrabungen statt, die weitere Informationen freigaben. Insbesondere die Existenz und die Lage von Gebäuden wie des Buraku-in konnte mit zeitgenössischen dokumentarischen Quellen abgeglichen werden.